# Rua Nova do Almada
A Rua Nova do Almada é uma rua de Lisboa, nomeadamente na zona do Chiado. Começa na confluência da Rua de São Julião com o Largo de São Julião, cruzando a Rua da Conceição e a Calçada de São Francisco, o Largo da Boa-Hora e a Rua de São Nicolau, a Calçada Nova de São Francisco, as Escadinhas do Santo Espírito da Pedreira antes de chegar à confluência da Rua Garrett com a Rua do Carmo onde termina. Situa-se na freguesia de Santa Maria Maior.
Existe desde antes de 1665 e remodelada após o terramoto de 1755, sendo novamente inaugurada a 17 de junho de 1787. Foi reurbanizada na segunda metade do século XVIII.
O nome da rua homenageia Rui Fernandes de Almada, antigo presidente do Senado Municipal e que, em 1665, a mandou abrir. O nome "Rua Nova" tem a sua razão de ser na necessidade de desambiguação com a Rua do Almada na freguesia de São Paulo.